# Shingo La
Der Shingo La ist ein Hochgebirgspass im West-Himalaya an der Grenze des indischen Bundesstaates Himachal Pradesh zum Unionsterritorium Ladakh.
Der 5040 m hohe Shingo La wird als Trekkingroute genutzt. Im Süden beginnt diese bei Darcha, 30 km nordöstlich von Keylong in Lahaul am Manali-Leh-Highway gelegen.
Die 9-tägige Wanderstrecke führt das Flusstal des Zanskar Chhu hinauf nach Zanskar Sumdo und weiter zum Shingo La. Nach Norden geht es weiter entlang den Flüssen Kargyag und Lungnak (auch Tsarap) bis nach Padum, dem Zentrum der Zanskar-Region.